# Bathyaulax fossulatus
Bathyaulax fossulatus är en stekelart som beskrevs av Josef Fahringer 1941. Bathyaulax fossulatus ingår i släktet Bathyaulax och familjen bracksteklar. Inga underarter finns listade.